# Jan van Os
Jan van Os (23 de febrero de 1744 - 7 de febrero de 1808) fue un pintor holandés y un miembro de la reconocida familia de artistas Van Os.

## Biografía

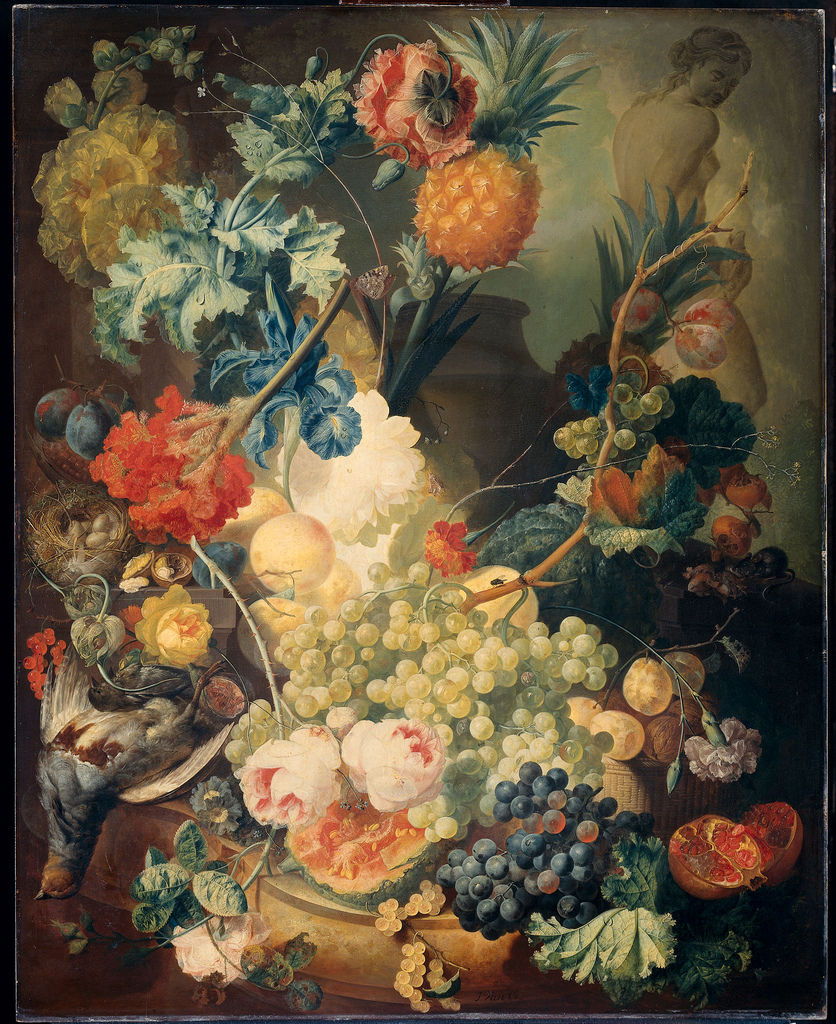
"Naturaleza muerta con flores, frutas y aves de corral" de Jan van Os, desde 1774

Van Os nació en Middelharnis. Él fue enseñado por Aert Schouman en La Haya, donde pasaría el resto de su vida. En 1773, grabó en la cofradía de pintores. En 1775, se casó con Susanna de la Croix, una pintora al pastel y la hija del retratista sordomudo Pieter Frederik de la Croix.
Van Os es sobre todo conocido por sus bodegones de frutos y flores, aunque comenzó su carrera pintando paisajes marinos. Sus bodegones florales fueron pintados en el estilo de Jan van Huysum, con las flores representadas habitualmente en una repisa de mármol sobre un fondo verde.
Él era el padre de los artistas Pieter van Os, Maria Margaretha van Os, y Georgius Jacobus Johannes van Os y el abuelo del pintor Pieter Frederik van Os.